# 1.Fußball-Club Schweinfurt 05 2013-2014
Questa voce raccoglie le informazioni riguardanti il 1.Fußball-Club Schweinfurt 05 nelle competizioni ufficiali della stagione 2013-2014.

## Stagione
Nella stagione 2013-2014 il Schweinfurt, allenato da Gerd Klaus, concluse il campionato di Regionalliga Baviera al 16º posto e vince gli spareggi salvezza contro Aubstadt e Rosenheim 1860.

## Rosa
| N. |                     | Ruolo | Calciatore             |
| -- | ------------------- | ----- | ---------------------- |
| 1  | Germania (bandiera) | P     | Christopher Pfeiffer   |
| 4  | Germania (bandiera) | C     | Dominik Zehe           |
| 5  | Germania (bandiera) | D     | Marco Janz             |
| 6  | Germania (bandiera) | C     | Stefan Seufert         |
| 7  | Germania (bandiera) | C     | Daniel Mache           |
| 8  | Germania (bandiera) | A     | Tom Jäckel             |
| 9  | Germania (bandiera) | C     | Philipp Kleinhenz      |
| 10 | Germania (bandiera) | D     | Michael Krämer         |
| 11 | Germania (bandiera) | A     | Simon Häcker           |
| 14 | Germania (bandiera) | C     | Martin Thomann         |
| 15 | Germania (bandiera) | C     | Kevin Fery             |
| 17 | Germania (bandiera) | D     | Florian Hetzel         |
| 17 | Turchia (bandiera)  | C     | Erkan Esen             |
| 19 | Germania (bandiera) | C     | Steffen Krautschneider |

| N. |                       | Ruolo | Calciatore             |
| -- | --------------------- | ----- | ---------------------- |
| 20 | Germania (bandiera)   | A     | Simon Snaschel         |
| 21 | Germania (bandiera)   | P     | Matthias Gumbrecht     |
| 22 | Germania (bandiera)   | A     | Michael Kraus          |
| 23 | Germania (bandiera)   | D     | Philip Messingschlager |
| 24 | Germania (bandiera)   | A     | Peter Heyer            |
| 27 | Germania (bandiera)   | D     | Bastian Lunz           |
| 28 | Kazakistan (bandiera) | A     | Maksim Schebak         |
| 29 | Germania (bandiera)   | A     | Marino Müller          |
| 33 | Germania (bandiera)   | P     | Felix Reusch           |
|    | Germania (bandiera)   | D     | Matthias Völker        |
|    | Germania (bandiera)   | C     | Tobias Herzner         |
|    | Germania (bandiera)   | C     | Dominik Schmitt        |
|    | Germania (bandiera)   | C     | Djelaludin Sharityar   |

## Organigramma societario
Area tecnica
- Allenatore: Gerd Klaus
- Allenatore in seconda: Tomáš Galásek
- Preparatore dei portieri: Norbert Kleider
- Preparatori atletici:
- Analisi video:

## Calciomercato

### Sessione estiva
| Acquisti | Acquisti               | Acquisti           | Acquisti |
| R.       | Nome                   | da                 | Modalità |
| -------- | ---------------------- | ------------------ | -------- |
| A        | Tom Jäckel             | Jahn Forchheim     |          |
| D        | Marco Janz             | Eltersdorf         |          |
| C        | Philipp Kleinhenz      | Großbardorf        |          |
| C        | Steffen Krautschneider | Würzburg           |          |
| D        | Philip Messingschlager | Jahn Forchheim     |          |
| A        | Maksim Schebak         | Greuther Fürth U19 |          |
| D        | Matthias Völker        | Erlangen-Bruck     |          |

| Cessioni | Cessioni             | Cessioni      | Cessioni |
| R.       | Nome                 | a             | Modalità |
| -------- | -------------------- | ------------- | -------- |
| C        | Eray Cadiroglu       | Würzburg      |          |
| D        | Benjamin Demel       | TSV Sonnefeld |          |
| C        | Sebastian Kneißl     | Heimstetten   |          |
| A        | Tobias Rosenberger   | Würzburg      |          |
| D        | Wladimir Slintchenko | Würzburg      |          |

### Sessione invernale
| Acquisti | Acquisti             | Acquisti          | Acquisti |
| R.       | Nome                 | da                | Modalità |
| -------- | -------------------- | ----------------- | -------- |
| C        | Djelaludin Sharityar | Al-Hidd           |          |
| C        | Tobias Herzner       | Eltersdorf        |          |
| A        | Marino Müller        | Greuther Fürth II |          |

| Cessioni | Cessioni     | Cessioni   | Cessioni |
| R.       | Nome         | a          | Modalità |
| -------- | ------------ | ---------- | -------- |
| D        | Florian Gräf | Eltersdorf |          |

## Risultati

### Regionalliga

#### Girone di andata
| Arbitro: | Dietz |

|                                         |           |           |
| Jäckel 13’ Mache 75’ Krautschneider 78’ | Marcatori | 30’ Borba |

| Arbitro: | Grimmeißen |

|                           |           |  |
| Knežević 48’, 63’ Ott 51’ | Marcatori |  |

| Arbitro: | Ostheimer |

|               |           |           |
| Eibl 50’, 64’ | Marcatori | 21’ Heyer |

| Arbitro: | Pflaum |

|                                   |           |                                |
| Čolak 12’, 49’ Ngadeu-Ngadjui 57’ | Marcatori | 7’, 88’ (rig.) Lunz 55’ Hetzel |

| Arbitro: | Leicher |

|                             |           |                     |
| Lunz 77’ Akbulut 90’ (aut.) | Marcatori | 50’ Lex 56’ Civelek |

| Arbitro: | Beretic |

|                       |           |                      |
| Hofmann 32’, 85’, 88’ | Marcatori | 50’ Jäckel 54’ Heyer |

| Arbitro: | Hanslbauer |

|            |           |                                     |
| Hetzel 14’ | Marcatori | 54’ Denk 86’ Petrovic 90’ Hamberger |

| Arbitro: | Stein |

|           |           |                      |
| Topic 84’ | Marcatori | 51’ Heyer 90’ Jäckel |

| Arbitro: | Grimmeißen |

|            |           |                                |
| Jäckel 10’ | Marcatori | 37’, 90’ Schäffler 66’ Görtler |

| Arbitro: | Kornblum |

|  |           |                      |
|  | Marcatori | 34’ Jäckel 90’ Heyer |

| 30 agosto 2013 11ª giornata |  | – turno di riposo |  |  |

| Arbitro: | Beitinger |

|  |           |                               |
|  | Marcatori | 6’, 9’, 67’ Green 79’ Fischer |

| Arbitro: | Hoffmann |

|                             |           |                     |
| Yılmaz 3’ Riedelsheimer 47’ | Marcatori | 5’ Jäckel 48’ Heyer |

| Schweinfurt 13 settembre 2013, ore 19:30 CEST 14ª giornata | Schweinfurt 05 | 0 – 0 referto | Seligenporten | Willy-Sachs-Stadion (1 245 spett.)\| Arbitro: \| Hartl \| |
| Arbitro:                                                   | Hartl          |               |               |                                                           |

| Arbitro: | Kornblum |

|                                          |           |          |
| Hämmerle 9’, 61’ Lux 29’, 64’ Morina 85’ | Marcatori | 84’ Fery |

| Arbitro: | Schwarzmann |

|                    |           |                 |
| Lunz 6’ Jäckel 90’ | Marcatori | 15’, 29’ Tastan |

| Arbitro: | Söder |

|                                   |           |  |
| Strohmaier 30’ Thommy 33’ Löw 46’ | Marcatori |  |

| Arbitro: | Pflaum |

|                       |           |  |
| Heyer 36’ Seufert 50’ | Marcatori |  |

| Arbitro: | Hartl |

|                                                           |           |            |
| De La Motte 14’ Ebeling 60’ (rig.) Steimel 79’ Ammari 89’ | Marcatori | 81’ Häcker |

#### Girone di ritorno
| Arbitro: | Pongratz |

|            |           |            |
| Haller 25’ | Marcatori | 34’ Jäckel |

| Arbitro: | Beitinger |

|  |           |                                      |
|  | Marcatori | 16’ Aygün 23’ (aut.) Seufert 58’ Ott |

| Schweinfurt 9 novembre 2013, ore 14:00 CET 22ª giornata | Schweinfurt 05 | 0 – 0 referto | Schalding-Heining | Willy-Sachs-Stadion (862 spett.)\| Arbitro: \| Solter \| |
| Arbitro:                                                | Solter         |               |                   |                                                          |

| Schweinfurt 15 novembre 2013, ore 18:30 CET 23ª giornata | Schweinfurt 05 | 0 – 0 referto | Norimberga II | Willy-Sachs-Stadion (1 923 spett.)\| Arbitro: \| Pflaum \| |
| Arbitro:                                                 | Pflaum         |               |               |                                                            |

| Arbitro: | Beretic |

|                                           |           |          |
| Lex 38’ George 56’ Vogler 64’ D'Adamo 86’ | Marcatori | 58’ Lunz |

| Arbitro: | Huber |

|                      |           |  |
| Hetzel 42’ Heyer 60’ | Marcatori |  |

| Arbitro: | Solter |

|          |           |  |
| Hain 58’ | Marcatori |  |

| Arbitro: | Treiber |

|  |           |               |
|  | Marcatori | 58’, 90’ Bari |

| Arbitro: | Riepl |

|             |           |  |
| Görtler 70’ | Marcatori |  |

| Arbitro: | Huber |

|                                |           |                    |
| Mache 46’ Kraus 62’ Jäckel 79’ | Marcatori | 15’ Pál 83’ Rodler |

| 5 aprile 2014 30ª giornata |  | – turno di riposo |  |  |

| Arbitro: | Hartl |

|                                       |           |          |
| Friesenbichler 12’ Schweinsteiger 90’ | Marcatori | 60’ Janz |

| Arbitro: | Pflaum |

|                                                   |           |                        |
| Krautschneider 16’, 61’, 79’ Jäckel 32’ Mache 34’ | Marcatori | 51’, 72’ (rig.) Kinzel |

| Arbitro: | Kornblum |

|                    |           |  |
| Roas 68’ Stolz 73’ | Marcatori |  |

| Arbitro: | Schieder |

|  |           |                                |
|  | Marcatori | 47’ Rinke 65’ Lux 83’ Hämmerle |

| Arbitro: | Schwarzmann |

|               |           |                                      |
| Schmeiser 38’ | Marcatori | 40’ Müller 56’ (rig.) Krautschneider |

| Arbitro: | Riepl |

|                           |           |            |
| Krautschneider 80’ (rig.) | Marcatori | 73’ Herzel |

| Arbitro: | Hartl |

|                                  |           |                           |
| Kokocinski 9’ (rig.) Murtezi 86’ | Marcatori | 90’ (rig.) Krautschneider |

| Arbitro: | Cortus |

|                                            |           |                                 |
| Müller 29’ Heyer 87’ Jäckel 88’ Hetzel 89’ | Marcatori | 9’ Jokić 52’ Häfele 84’ Steimel |

### Spareggi salvezza

#### Semifinale
| Arbitro: | Ostheimer |

|                        |           |                                  |
| Leicht 50’ Köttler 75’ | Marcatori | 25’ Jäckel 44’ Müller 69’ Häcker |

| Arbitro: | Badstübner |

|                                                    |           |            |
| Jäckel 21’ Krautschneider 26’ (rig.), 63’ Fery 85’ | Marcatori | 50’ Grader |

#### Finale
| Arbitro: | Leicher |

|  |           |          |
|  | Marcatori | 76’ Fery |

| Arbitro: | Dietz |

|                                                    |           |          |
| Müller 24’, 46’ Krautschneider 30’, 48’ Häcker 89’ | Marcatori | 87’ Lenz |

## Statistiche

### Statistiche di squadra
| Competizione         | Punti | In casa | In casa | In casa | In casa | In casa | In casa | In trasferta | In trasferta | In trasferta | In trasferta | In trasferta | In trasferta | Totale | Totale | Totale | Totale | Totale | Totale | DR  |
| Competizione         | Punti | G       | V       | N       | P       | Gf      | Gs      | G            | V            | N            | P            | Gf           | Gs           | G      | V      | N      | P      | Gf     | Gs     | DR  |
| -------------------- | ----- | ------- | ------- | ------- | ------- | ------- | ------- | ------------ | ------------ | ------------ | ------------ | ------------ | ------------ | ------ | ------ | ------ | ------ | ------ | ------ | --- |
| Regionalliga Baviera | 36    | 18      | 6       | 6       | 6       | 26      | 31      | 18           | 3            | 3            | 12           | 20           | 40           | 36     | 9      | 9      | 18     | 46     | 71     | -25 |
| Spareggi salvezza    | -     | 2       | 2       | 0       | 0       | 9       | 2       | 2            | 2            | 0            | 0            | 4            | 2            | 4      | 4      | 0      | 0      | 13     | 4      | +9  |
| Totale               | 36    | 20      | 8       | 6       | 6       | 35      | 33      | 20           | 5            | 3            | 12           | 24           | 42           | 40     | 13     | 9      | 18     | 59     | 75     | -16 |

### Andamento in campionato
| Giornata  | 1 | 2 | 3  | 4  | 5  | 6  | 7  | 8  | 9  | 10 | 11 | 12 | 13 | 14 | 15 | 16 | 17 | 18 | 19 | 20 | 21 | 22 | 23 | 24 | 25 | 26 | 27 | 28 | 29 | 30 | 31 | 32 | 33 | 34 | 35 | 36 | 37 | 38 |
| --------- | - | - | -- | -- | -- | -- | -- | -- | -- | -- | -- | -- | -- | -- | -- | -- | -- | -- | -- | -- | -- | -- | -- | -- | -- | -- | -- | -- | -- | -- | -- | -- | -- | -- | -- | -- | -- | -- |
| Luogo     | C | T | T  | T  | C  | T  | C  | T  | C  | T  |    | C  | T  | C  | T  | C  | T  | C  | T  | T  | C  | C  | C  | T  | C  | T  | C  | T  | C  |    | T  | C  | T  | C  | T  | C  | T  | C  |
| Risultato | V | P | P  | N  | N  | P  | P  | V  | P  | V  |    | P  | N  | N  | P  | N  | P  | V  | P  | N  | P  | N  | N  | P  | V  | P  | P  | P  | V  |    | P  | V  | P  | P  | V  | N  | P  | V  |
| Posizione | 4 | 7 | 12 | 13 | 11 | 13 | 15 | 15 | 15 | 14 | 14 | 16 | 15 | 15 | 16 | 16 | 16 | 15 | 16 | 15 | 16 | 16 | 16 | 17 | 14 | 14 | 16 | 17 | 15 | 15 | 16 | 15 | 16 | 17 | 16 | 16 | 16 | 16 |

Legenda:

Luogo: C = Casa; T = Trasferta. Risultato: V = Vittoria; N = Pareggio; P = Sconfitta.

### Statistiche dei giocatori
| I. Erbek           | 1  | 0  | 0  | 0 |
| E. Esen            | 29 | 0  | 11 | 0 |
| K. Fery            | 13 | 1  | 3  | 0 |
| F. Gräf            | 6  | 0  | 0  | 0 |
| M. Gumbrecht       | 9  | 0  | 1  | 0 |
| T. Herzner         | 2  | 0  | 0  | 0 |
| F. Hetzel          | 35 | 4  | 6  | 0 |
| P. Heyer           | 33 | 8  | 0  | 0 |
| S. Häcker          | 26 | 1  | 7  | 0 |
| M. Janz            | 30 | 1  | 4  | 1 |
| T. Jäckel          | 35 | 11 | 5  | 0 |
| P. Kleinhenz       | 16 | 0  | 1  | 0 |
| M. Kraus           | 24 | 1  | 1  | 0 |
| S. Krautschneider  | 34 | 7  | 5  | 0 |
| M. Krämer          | 27 | 0  | 9  | 0 |
| B. Lunz            | 33 | 5  | 15 | 0 |
| D. Mache           | 29 | 3  | 6  | 0 |
| P. Messingschlager | 25 | 0  | 5  | 0 |
| M. Müller          | 6  | 2  | 0  | 0 |
| C. Pfeiffer        | 25 | 0  | 0  | 0 |
| F. Reusch          | 3  | 0  | 0  | 0 |
| M. Schebak         | 13 | 0  | 0  | 0 |
| D. Schmitt         | 0  | 0  | 0  | 0 |
| S. Seufert         | 29 | 1  | 1  | 0 |
| D. Sharityar       | 4  | 0  | 2  | 0 |
| S. Snaschel        | 3  | 0  | 0  | 0 |
| M. Thomann         | 8  | 0  | 0  | 0 |
| M. Völker          | 0  | 0  | 0  | 0 |
| D. Zehe            | 4  | 0  | 0  | 0 |